# Paweł Holc
Paweł Holc (ur. 21 czerwca 1971 w Lublinie) – polski piłkarz grający na pozycji pomocnika.
Karierę rozpoczął w Budowlanych Lublin. W 1989 przeszedł do Górnika Łęczna, a w przerwie zimowej 1990/1991 do Lublinianki. Sezon 1994/1995 rozpoczął w lubelskim Motorze, po rundzie jesiennej przechodząc do Stali Stalowa Wola. 4 marca 1995 zadebiutował w I lidze, wkrótce jednak wraz z klubem przeżył spadek z najwyższej klasy rozgrywkowej. Pozostał przez kilka kolejnych sezonów w Stalowej Woli; w 1998 został zawodnikiem Stomilu Olsztyn. W krótkim czasie stał się jednym z podstawowych zawodników olsztyńskiego I-ligowca. Uznanie kibiców zyskał szczególnie w sezonach 1999/2000 i 2000/2001, kiedy strzelił odpowiednio 5 i 7 bramek, przyczyniając się do utrzymania zespołu w I lidze mimo nie najlepszej sytuacji finansowej i kadrowej. Przeżył w tym okresie także tragedię rodzinną (śmierć żony).
Odszedł ze Stomilu po rundzie jesiennej 2001; były klub spadł w tamtym sezonie z I ligi, Holc nie wywalczył także awansu z nową drużyną, Górnikiem Łęczna (4. miejsce w II lidze). Sezon 2002/2003 spędził w barwach Wisły Płock, osiągając 10. miejsce w I lidze i finał Pucharu Polski (równoznaczny z awansem do rozgrywek europejskich). W sezonie 2003/2004 pozostawał poza futbolem, jesienią 2004 znalazł zatrudnienie w Stomil Olsztyn (piłka nożna), klubie nawiązującym tradycjami do upadłego Stomilu. Przez krótki czas w sezonie 2004/2005 wykonywał obowiązki tymczasowego trenera, lecz przeszedł do klubu DKS Dobre Miasto. W latach 2005–2007 był piłkarzem norweskiego czwartoligowego klubu Asker FH.